# Olympische Sommerspiele 1968/Teilnehmer (Neuseeland)
| Gelbes Symbol für Goldmedaillen mit stilisierten Olympischen Ringen | Graues Symbol für Silbermedaillen mit stilisierten Olympischen Ringen | Braundes Symbol für Bronzemedaillen mit stilisierten Olympischen Ringen |
| ------------------------------------------------------------------- | --------------------------------------------------------------------- | ----------------------------------------------------------------------- |
| 1                                                                   | —                                                                     | 2                                                                       |

Neuseeland nahm an den Olympischen Sommerspielen 1968 in Mexiko-Stadt mit 52 Sportlern sowie 16 Offiziellen teil.

## Medaillengewinner

### Gold
- Warren Cole, Ross Collinge, Simon Dickie, Dick Joyce, Dudley Storey – Rudern, Vierer mit Steuermann

### Bronze
- Mike Ryan – Marathon
- Ian Ballinger – Schießen, Kleinkalibergewehr

## Teilnehmer nach Sportarten

### Leichtathletik
Männer
- Rex Maddaford
5000 Meter: 10. Platz
10.000 Meter: 12. Platz

- Evan Maguire
10.000 Meter: Rennen nicht beendet

- Roger Johnson
400 Meter Hürden: Halbfinale

- Robert Welsh
3000 Meter Hindernislauf: Vorrunde

- Mike Ryan
Marathon:  Bronze

- Dave McKenzie
Marathon: 37. Platz

- Les Mills
Kugelstoßen: 11. Platz

- Robin Tait
Diskuswurf: 12. Platz

Frauen
- Sylvia Potts
800 Meter: Halbfinale

### Radsport
- Desmond Thomson
Straßenradrennen, Einzel: 52. Platz
100 km Mannschaftszeitfahren: 23. Platz

- Bryce Beeston
Straßenradrennen, Einzel

- John Dean
Straßenradrennen, Einzel
100 km Mannschaftszeitfahren: 23. Platz

- Richie Thomson
Straßenradrennen, Einzel
100 km Mannschaftszeitfahren: 23. Platz

- Neil Lyster
100 km Mannschaftszeitfahren: 23. Platz

### Rudern
- Warren Cole, Ross Collinge, Simon Dickie, Dick Joyce, Dudley Storey
Vierer mit Steuermann  Gold

- Alan Webster, Wybo Veldman, Alistair Dryden, John Hunter, Mark Brownlee, John Gibbons, Thomas Just, Gilbert Cawood, Robert Page
Achter: 6. Platz

### Segeln
- Geoffrey Smale, Ralph Roberts
Flying Dutchman: 8. Platz

- Jonathan Farmer
Finn: 11. Platz

### Gewichtheben
- John Bolton
Halbschwergewicht: 16. Platz

- Don Oliver
Schwergewicht: 8. Platz

### Hockey
John Anslow, Jan Borren, Roger Capey, John Christensen, John Hicks, Bruce Judge, Barry Maister, Selwyn Maister, Alan McIntyre, Ross McPherson, Alan J. Patterson, Ted Salmon, Keith Thomson: 7. Platz

### Schwimmen
Frauen
- Glenda Stirling
100 m Rücken: 8. Platz
200 m Rücken: Vorausscheidung
4 × 400 m Staffel: 6. Platz

- Prudence Chapman
100 m Rücken: Vorausscheidung
200 m Lagen: Vorausscheidung
400 m Lagen: Vorausscheidung
4 × 400 m Staffel: 6. Platz

- Sandra Whittleston
100 m Schmetterling: Halbfinale
200 m Schmetterling: Vorausscheidung
4 × 400 m Staffel: 6. Platz

- Tui Shipston
200 m Lagen: Vorausscheidung
400 m Lagen: 7. Platz
800 m Freistil: Vorausscheidung

- Marion Lay
4 × 400 m Staffel: 6. Platz

### Schießen
- Ian Ballinger
Kleinkalibergewehr:  Bronze

- Stewart Nairn
Kleinkalibergewehr: 12. Platz